# Smithereens
"Smithereens" é o segundo episódio da quinta temporada da série antológica Black Mirror. Escrito por Charlie Brooker e dirigido por James Hawes, foi lançado na Netflix, junto com o restante da temporada, em 5 de junho de 2019. Os papéis principais são interpretados por Andrew Scott, Damson Idris e Topher Grace.
Seu enredo gira em torno de um motorista de aplicativo de transporte que mantém como refém um funcionário de uma grande empresa de mídia social. Ao contrário da maioria dos outros episódios, Brooker queria que "Smithereens" não apresentasse tecnologia futurista como um lembrete de que Black Mirror não é uma série apenas de ficção científica. É, em grande parte, uma parábola sobre o uso excessivo de mídias sociais como o Twitter, e como elas afastam a sociedade do mundo real.

## Enredo
Em 2018, Chris (Andrew Scott) é um motorista de aplicativo em Londres. Ele participa de sessões de terapia em grupo e, depois de uma delas, acaba se envolvendo sexualmente com Hayley (Amanda Drew), que está lidando com o misterioso suicídio de sua filha, ocorrido mais de dois anos antes. Ela revela que está tentando descobrir a senha da conta de sua filha na mídia social Persona, a fim de encontrar os motivos que levaram ao suicídio.
Um dia, Chris transporta Jaden (Damson Idris), funcionário da Smithereen, uma grande empresa de mídia social. Acreditando que Jason seja um empregado importante, ele o sequestra à mão armada. Ao verem Jaden no banco de trás com a cabeça em uma sacola, policiais começam a seguir o táxi. Na perseguição, Chris desvia de dois adolescentes ciclistas e acaba com o carro parado em um campo, iniciando um tenso confronto com a polícia, liderada pela oficial Grace (Monica Dolan).
Chris explica a Jaden que ele quer falar com o CEO da Smithereen, Billy Bauer. Embora Jaden tenha estagiado na Smithereen por uma semana apenas, eles conseguem contatar a sede da empresa nos Estados Unidos, onde a chefe de operações Penelope Wu (Ruibo Qian), que sabe que Billy está em um retiro de dez dias. Penelope compartilha informações importantes sobre Chris, recolhidas através de seu perfil nas mídias sociais, com o FBI e a polícia britânica. Chris perdeu a noiva em um acidente de carro envolvendo um motorista bêbado e parou de usar a Smithereen logo depois disso.
Penelope envia funcionários para notificar Billy Bauer (Topher Grace) em seu retiro. Apesar dos avisos de Penelope e do FBI, Billy usa seu laptop para obter o número de telefone de Chris e liga para ele. Chris, emocionado, revela que se considera culpado pelo acidente que matou sua noiva, já que ele estava checando uma notificação da Smithereen enquanto dirigia. Os dois concordam que a Smithereen foi projetada para ser o mais viciante possível. Chris pede a Billy um último favor, pois ele pretende se matar: colocá-lo em contato com o CEO da Persona.
Chris vai libertar Jaden, mas este, tendo testemunhado a confissão emocional de seu sequestrador, pede que Chris reconsidere. Os dois começam a lutar pela arma. Acreditando que Jaden está em apuros, a oficial Grace ordena que os policiais atirem. Enquanto isso, Hayley recebe uma ligação da Persona. Ela entra com a senha da filha assim que os tiros atingem o carro de Chris. Billy, Penelope e outras pessoas ao redor do mundo checam seus telefones e depois continuam suas vidas. 

## Produção

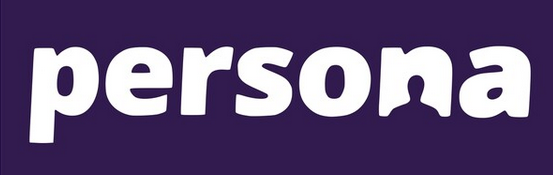
Logo da rede social fictícia que aparece no episódio

A quinta temporada de Black Mirror foi produzida pela Netflix e lançada em 5 de junho de 2019. A produção começou com Black Mirror: Bandersnatch, um projeto que cresceu em escopo até o ponto em que foi decidido separá-lo da série e lançá-lo como um filme interativo autônomo. Lançado em 28 de dezembro de 2018, esse filme continha uma pequena referência a Billy Bauer, um dos personagens de "Smithereens", em um noticiário.
Diferente das duas temporadas anteriores produzidas pela Netflix, cada uma com seis episódios, a quinta temporada consiste em apenas três capítulos, o que foi decidido pelo criador da série, Charlie Brooker, que não queria deixar os espectadores esperando muito mais pela temporada seguinte. A Netflix lançou um trailer da quinta temporada em 15 de maio de 2019 e um trailer individual para "Smithereens" em 21 de maio.

### Concepção e roteiro
O episódio foi escrito por Brooker, que pretendia criar um capítulo sem qualquer tecnologia futurista, semelhante a "The National Anthem" e "Shut Up and Dance", na intenção de lembrar aos espectadores de que Black Mirror não é uma série apenas de ficção científica. Billy Bauer não foi escrito para ser um "vilão cartunesco" ou se assemelhar a qualquer CEO de mídia social, embora Brooker tenha se inspirado no CEO do Twitter, Jack Dorsey, quando este saiu em um retiro de dez dias. Brooker descreveu o final, no qual desconhecidos são vistos olhando para seus celulares, como uma mensagem sobre como a vida do personagem foi "reduzida a confetes efêmeros que apenas passam por nós". O episódio está conectado a vários outros da série através do aparecimento de easter eggs. James Hawes já havia dirigido outro episódio de Black Mirror: "Hated in the Nation", da terceira temporada.

### Filmagens
A maior parte das filmagens ocorreu na Inglaterra. Cenas urbanas foram gravadas em vários locais no centro de Londres. Algumas sequências foram registradas em Harrietsham, Maidstone, em Kent, por volta de junho de 2018. Os escritórios norte-americanos da Smithereen, incluindo cenas internas, foram filmados no Fairbourne Reservoir, em Kent. O retiro de Billy foi filmado no Glass Pavilion, uma estrutura de retiro para observação de estrelas projetada pela OFIS Architects, no deserto perto de Gorafe, Granada, na Espanha, durante alguns dias em agosto de 2018.
Como Andrew Scott não sabia dirigir carros, houve dificuldade durante as filmagens. A produção montou um carro no topo de uma plataforma móvel, sendo Scott instruído a fingir que estava dirigindo para que pudesse acompanhar as gravações. Para ajudar o ator Topher Grace a encenar a conversa de Billy com Chris pelo telefone, a equipe contava com um segundo ator fora da tela lendo as falas de Chris para Grace.

## Recepção
Em análise publicada no The Daily Telegraph, Benji Wilson classificou o episódio com quatro de cinco estrelas. Ele criticou que Chris foi caracterizado como "ora inteligente e especialista em tecnologia, ora estúpido e analfabeto tecnológico", mas ressaltou que o episódio foi "socorrido" pelo "controle e alcance surpreendentes" de Scott.
Ed Cumming, do The Independent, atribuiu três de cinco estrelas ao episódio, opinando que a premissa não é substancial o suficiente para justificar a duração do mesmo. O crítico afirmou que Scott "faz o seu melhor" como Chris, o qual considera o único personagem desenvolvido, em contraste com a mãe não desenvolvida cuja filha cometeu suicídio. Power elogia o final como "tocante", mas critica o episódio como "mais silencioso do que sutil".
Escrevendo para a Complex, Frazier Tharpe comentou que "Smithereens" é o melhor episódio da quinta temporada, apesar de que esperava que fosse o pior a julgar por seu trailer. Ele escreveu que a progressão da trama e "[tensa], bem ritmada e talvez crucial, casualmente hilária".
David Sims publicou no The Atlantic uma resenha negativa do episódio, ressaltando que "o enredo é muito raso, a ação demora muito para começar e o grande mistério revelado é muito simplista". Sims identificou o tema central como "exigir uma prestação de contas dos aplicativos que capturam toda a nossa atenção e de todas as empresas poderosas de tecnologia que preenchem nossas vidas", mas enfatiza que o episódio "The National Anthem" aborda o mesmo tema de uma maneira melhor.